# Campionati mondiali giovanili di nuoto 2013
La quarta edizione dei Campionati mondiali giovanili di nuoto si è svolta a Dubai (Emirati Arabi) dal 26 al 31 agosto 2013. Alla competizione hanno partecipato nuotatori di età compresa tra i 16-18 anni ('95,'96,'97) e nuotatrici di 15-17 anni ('96,'97,'98). Hanno altresì potuto partecipare non più di 2 nuotatori per federazione ed evento.

## Medagliere
| Pos.   | Paese             | Oro | Argento | Bronzo | Totale |
| ------ | ----------------- | --- | ------- | ------ | ------ |
| 1      | Australia         | 10  | 6       | 2      | 18     |
| 2      | Russia            | 9   | 8       | 9      | 26     |
| 3      | Stati Uniti       | 9   | 7       | 12     | 28     |
| 4      | Lituania          | 4   | 3       | 0      | 7      |
| 5      | Giappone          | 2   | 3       | 5      | 10     |
| 6      | Italia            | 2   | 1       | 3      | 6      |
| 7      | Gran Bretagna     | 1   | 4       | 2      | 7      |
| 7      | Ucraina           | 1   | 2       | 1      | 4      |
| 9      | Grecia            | 1   | 0       | 1      | 2      |
| 9      | Hong Kong         | 1   | 0       | 1      | 2      |
| 11     | Nuova Zelanda     | 1   | 0       | 0      | 1      |
| 11     | Slovenia          | 1   | 0       | 0      | 2      |
| 13     | Ungheria          | 0   | 3       | 0      | 3      |
| 14     | Rep. Ceca         | 0   | 2       | 2      | 4      |
| 15     | Brasile           | 0   | 1       | 0      | 1      |
| 15     | Germania          | 0   | 1       | 0      | 1      |
| 15     | Trinidad e Tobago | 0   | 1       | 0      | 1      |
| 18     | Canada            | 0   | 0       | 2      | 2      |
| 18     | Polonia           | 0   | 0       | 2      | 2      |
| 20     | Sudafrica         | 0   | 0       | 1      | 1      |
| Totale | Totale            | 42  | 42      | 43     | 127    |

## Podi

### Uomini
| Evento               | Oro                                                                                           | Tempo    | Argento                                                                                           | Tempo    | Bronzo                                                                                                | Tempo    |
| Stile libero         |                                                                                               |          |                                                                                                   |          | |          |
| 50 m                 | Luke Percy                                                                                    | 22"14    | Evgeny Sedov                                                                                      | 22"19    | Caeleb Dressel                                                                                        | 22"22    |
| 100 m                | Caeleb Dressel                                                                                | 48"97    | Luke Percy                                                                                        | 49"06    | Evgeny Sedov                                                                                          | 49"47    |
| 200 m                | Mackenzie Horton                                                                              | 1'47"55  | James Guy                                                                                         | 1'48"18  | Andrea Mitchell D'Arrigo                                                                              | 1'48"28  |
| 400 m                | Mackenzie Horton                                                                              | 3'47"12  | James Guy                                                                                         | 3'48"05  | Jan Micka                                                                                             | 3'48"32  |
| 800 m                | Mackenzie Horton                                                                              | 7'45"67  | Jan Micka                                                                                         | 7'56"33  | Paweł Furtek                                                                                          | 7'58"33  |
| 1500 m               | Mackenzie Horton                                                                              | 14'56"60 | Jan Micka                                                                                         | 15'08"43 | Paweł Furtek                                                                                          | 15'17"48 |
| Dorso                |                                                                                               |          |                                                                                                   |          | |          |
| 50 m                 | Grigorij Tarasevič                                                                            | 25"44    | Carl Louis Schwarz                                                                                | 25"76    | Michail Kontizas                                                                                      | 25"90    |
| 100 m                | Apostolos Christou                                                                            | 54"87    | Danas Rapšys                                                                                      | 55"24    | Grigorij Tarasevič                                                                                    | 55"33    |
| 200 m                | Luca Mencarini                                                                                | 1'57"92  | Keita Sunama                                                                                      | 1'58"21  | Connor Green                                                                                          | 1'58"42  |
| Rana                 |                                                                                               |          |                                                                                                   |          | |          |
| 50 m                 | Peter John Stevens                                                                            | 27"98    | Kōhei Gotō                                                                                        | 28"09    | Vsevolod Zanko                                                                                        | 28"18    |
| 100 m                | Ilya Khomenko                                                                                 | 1'00"88  | Vsevolod Zanko                                                                                    | 1'01"10  | Kōhei Gotō                                                                                            | 1'01"39  |
| 200 m                | Aleksandr Palatov                                                                             | 2'10"75  | David Horvath                                                                                     | 2'11"95  | Mikhail Dorinov                                                                                       | 2'12"11  |
| Farfalla             |                                                                                               |          |                                                                                                   |          | |          |
| 50 m                 | Cameron Jones                                                                                 | 23"96    | Dylan Carter                                                                                      | 23"98    | Takaya Yasue                                                                                          | 24"01    |
| 100 m                | Takaya Yasue                                                                                  | 53"01    | Pedro Vieira                                                                                      | 53"17    | Justin Lynch Matthew Josa                                                                             | 53"27    |
| 200 m                | Andrew Seliskar                                                                               | 1'56"42  | Masato Sakai                                                                                      | 1'56"82  | Alexander Kudashev                                                                                    | 1'58"57  |
| Misti                |                                                                                               |          |                                                                                                   |          | |          |
| 200 m                | Joseph Bentz                                                                                  | 1'59"44  | Semen Makovich                                                                                    | 1'59"50  | Keita Sunama                                                                                          | 1'59"74  |
| 400 m                | Joseph Bentz                                                                                  | 4'14"97  | Semen Makovich                                                                                    | 4'15"89  | Keita Sunama                                                                                          | 4'17"67  |
| Staffette            |                                                                                               |          |                                                                                                   |          | |          |
| 4x100 m stile libero | Australia Luke Percy (49"14) Regan Leong (49"11) Blake Jones (49"38) Mackenzie Horton (49"33) | 3'16"96  | Stati Uniti Paul Powers (49"94) Brett Ringgold (50"33) Kyle Gornay (50"65) Caeleb Dressel (48"29) | 3'19"21  | Russia Evgeny Sedov (49"27) Ivan Kuzmenko (49"98) Daniil Melyanenkov (50"68) Sergei Tarkhanov (49"64) | 3'19"57  |
| 4x200 m stile libero | Regno Unito Matthew Johnson Max Litchfield Caleb Hughes James Guy                             | 7'15"36  | Australia Isaac Jones Regan Leong Jack McLoughlin Mackenzie Horton                                | 7'16"82  | Stati Uniti Blake Pieroni Joseph Bentz Caeleb Dressel Alexander Katz                                  | 7'17"67  |
| 4x100 m misti        | Giappone Keita Sunama Kohei Goto Takaya Yasue Toru Maruyama                                   | 3'38"13  | Russia Grigorij Tarasevič Vsevolod Zanko Alexander Kudashev Evgeny Sedov                          | 3'38"72  | Sudafrica Christopher Reid Jarred Crous Ryan Coetzee Caydon Muller                                    | 3'42"01  |

### Donne
| Evento               | Oro                                                                                   | Tempo    | Argento                                                              | Tempo    | Bronzo                                                                                 | Tempo    |
| Stile libero         |                                                                                       |          |                                                                      |          |                                                                                        |          |
| 50 m                 | Rūta Meilutytė                                                                        | 25"10    | Rozaliya Nasretdinova                                                | 25"16    | Siobhán Bernadette Haughey                                                             | 25"38    |
| 100 m                | Siobhán Bernadette Haughey                                                            | 54"47    | Rūta Meilutytė                                                       | 54"94    | Shayna Jack                                                                            | 55"23    |
| 200 m                | Diletta Carli                                                                         | 1'58"94  | Mariia Baklakova                                                     | 1'59"51  | Quinn Carrozza                                                                         | 1'59"69  |
| 400 m                | Remy Fairweather                                                                      | 4'07"77  | Alanna Bowles                                                        | 4'10"32  | Quinn Carrozza                                                                         | 4'11"14  |
| 800 m                | Alanna Bowles                                                                         | 8'32"68  | Rebecca Mann                                                         | 8'37"85  | Linda Caponi                                                                           | 8'38"42  |
| 1500 m               | Rebecca Mann                                                                          | 16'23"89 | Linda Caponi                                                         | 16'33"62 | Isabella Rongione                                                                      | 16'35"28 |
| Dorso                |                                                                                       |          |                                                                      |          |                                                                                        |          |
| 50 m                 | Gabrielle Fa'Amausili                                                                 | 28"64    | Daria Ustinova                                                       | 28"71    | Clara Smiddy                                                                           | 28"86    |
| 100 m                | Daria Ustinova                                                                        | 1'01"05  | Kathleen Baker                                                       | 1'01"18  | Jessica Fullalove                                                                      | 1'01"27  |
| 200 m                | Kylie Stewart                                                                         | 2'09"04  | Kathleen Baker                                                       | 2'10"68  | Daria Ustinova                                                                         | 2'10"79  |
| Rana                 |                                                                                       |          |                                                                      |          |                                                                                        |          |
| 50 m                 | Rūta Meilutytė                                                                        | 29"86    | Viktoriya Solnceva                                                   | 31"34    | Sophie Taylor                                                                          | 31"38    |
| 100 m                | Rūta Meilutytė                                                                        | 1'06"61  | Sophie Taylor                                                        | 1'07"36  | Victoriya Solnceva                                                                     | 1'07"53  |
| 200 m                | Victoria Solnceva                                                                     | 2'23"12  | Anastasiya Malyavina                                                 | 2'27"46  | Silvia Guerra                                                                          | 2'27"51  |
| Farfalla             |                                                                                       |          |                                                                      |          |                                                                                        |          |
| 50 m                 | Svetlana Čimrova                                                                      | 26"32    | Stephanie Whan                                                       | 26"71    | Lucie Svecena                                                                          | 26"97    |
| 100 m                | Svetlana Čimrova                                                                      | 58"34    | Liliána Szilágyi                                                     | 58"73    | Jemma Schlicht                                                                         | 59"08    |
| 200 m                | Kathryn McLaughlin                                                                    | 2'08"72  | Liliána Szilágyi                                                     | 2'09"46  | Misuzu Yabu                                                                            | 2'10"76  |
| Misti                |                                                                                       |          |                                                                      |          |                                                                                        |          |
| 200 m                | Rūta Meilutytė                                                                        | 2'12"32  | Ella Eastin                                                          | 2'13"76  | Sydney Pickrem                                                                         | 2'14"36  |
| 400 m                | Ella Eastin                                                                           | 4'40"02  | Rebecca Mann                                                         | 4'40"26  | Emily Overholt                                                                         | 4'42"03  |
| Staffette            |                                                                                       |          |                                                                      |          |                                                                                        |          |
| 4x100 m stile libero | Russia Mariia Baklakova Rozaliya Nasretdinova Valeriia Kolotushkina Daria S. Ustinova | 3'41"40  | Australia Chelsea Gillett Shayna Jack Georgia Miller Jemma Schlicht  | 3'43"03  | Stati Uniti Cierra Runge Kathryn McLaughin Alexandra Meyers Mary Schneider             | 3'43"'04 |
| 4x200 m stile libero | Stati Uniti Quinn Carrozza Kathryn McLaughin Katherine Drabot Cierra Runge            | 7'59"42  | Australia Chelsea Gillett Shayna Jack Remy Fairweather Alanna Bowles | 8'03"07  | Russia Mariia Baklakova Valeriia Kolotushkina Valeriia Salamatina Anastasia Guzhenkova | 8'05"45  |
| 4x100 m misti        | Russia Daria Ustinova Anna Belousova Svetlana Čimrova Rozaliya Nasretdinova           | 4'04"48  | Regno Unito Jessica Fullalove Sophie Taylor Emma Day Grace Vertigans | 4'05"42  | Stati Uniti Kathleen Baker Olivia Anderson Courtney Weaver Cierra Runge                | 4'05"76  |

### Gare miste
| Evento               | Oro                                                                | Tempo   | Argento                                                              | Tempo   | Bronzo                                                                    | Tempo    |
| Staffette            |                                                                    |         |                                                                      |         |                                                                           |          |
| 4x100 m stile libero | Australia Luke Percy Regan Leong Shayna Jack Georgia Miller        | 3'28"74 | Stati Uniti Paul Powers Cierra Runge Mary Schneider Caeleb Dressel   | 3'29"56 | Russia Evgeny Sedov Ivan Kuzmenko Rozaliya Nasretdinova Mariia Baklakova  | 3'29"'93 |
| 4x100 m misti        | Russia Daria Ustinova Vsevolod Zanko Svetlana Čimrova Evgeny Sedov | 3'48"89 | Lituania Danas Rapšys Rūta Meilutytė Povilas Strazdas Eva Gliozeryte | 3'52"52 | Stati Uniti Kathleen Baker Joseph Bentz Kathryn McLaughlin Caeleb Dressel | 3'52"63  |